# Шарлама (река)
Шарлама — река в Ермекеевском районе Башкортостана.
У деревни Васильевка в 1995-м году река была запружена. Объём искусственного водоёма составил 100 тыс. м³, площадь 3,5 га. Протекает у трассы местного значения 80Н-006.
Впадает в реку Ря в селе Ермекеево у улицы Чапаева.